# TinekeShow
TinekeShow was een Nederlands radioprogramma van Omroep MAX dat werd uitgezonden op NPO Radio 5 op werkdagen van 12.00 tot 14.00 uur. Het werd gepresenteerd door Tineke de Nooij. De eerste uitzending was op 6 september 2010 en het programma werd toen uitgezonden tussen 16.00 en 18.00 uur.
Elke uitzending ontving De Nooij een gast in de studio. Dit kon een bekende Nederlander zijn, maar ook iemand die over zijn of haar vak vertelde. Soms werd het weekend op vrijdag ingeluid met een live optreden. Luisteraars konden zich opgeven om op bezoek te komen in de studio tijdens deze uitzendingen.
Het programma werd vaak ingeleid met het nummer Good Vibrations (van The Beach Boys), en gebruikte het nummer Expecting to fly (van Neil Young) als eindtune.
Sinds september 2018 was de TinekeShow alleen nog te horen op vrijdag en zaterdag tussen 12.00 en 14.00u. Bert Haandrikman kwam van NPO Radio 2 naar NPO Radio 5 en nam daar het tijdslot over van maandag tot en met donderdag.
Op 30 oktober 2021 maakte de Nooij in haar programma bekend dat ze na zestig jaar zou stoppen met radio, waarna tot januari 2022 de uitzendingen werden overgenomen door Manuëla Kemp en Erik de Zwart. Op 29 januari 2022 presenteerde de Nooij vanuit het Nederlands Instituut voor Beeld en Geluid zelf de extra lange, laatste uitzending (van 12.00 tot 16.00 uur), waar ze onder andere werd geridderd in de Orde van Oranje-Nassau.